# Karis-Billnäs gymnasium
Karis-Billnäs gymnasium är ett svenskspråkigt gymnasium i Raseborg i det finländska landskapet Nyland. Skolan fick sin början år 1914 när den privata skolan Karis-Billnäs samskola grundades. Samma år byggdes också den första skolbyggnaden. Den första skolbyggnaden brann år 1918 och den nuvarande skolbyggnaden har färdigställdes år 1943. Den första rektorn i Karis-Billnäs samskola hette Oscar Forsström.
År 1964 blev samskolan statens skola.
Skolan har också kallats Karis-Billnäs samlyceum, Grundskolans högstadium och senast Karis-Billnäs gymnasium.